# Crash Bash
Crash Bash is een computerspel ontwikkeld door Eurocom en uitgegeven door Sony Interactive voor de PlayStation. Het partyspel is uitgekomen in de VS op 6 november 2000 en in Europa op 1 december 2000.
Crash Bash is het vijfde spel in de Crash Bandicoot-serie en het eerste spel dat niet door Naughty Dog is ontwikkeld.

## Gameplay
Het spel kan met maximaal vier spelers worden gespeeld. Er kan ook gekozen worden uit computergestuurde spelers. Er zijn verschillende minispellen aanwezig waarin het doel is om te winnen van alle tegenstanders. Het hoofdonderdeel in het spel is de Adventure Mode, waarin de speler alle 28 levels moet zien te winnen om het spel uit te spelen.

## Ontvangst
Crash Bash ontving gemengde recensies. Men prees de graphics en het aantal minispellen, maar het spel zou alleen aanspreken voor meerdere spelers.
Op aggregatiewebsite Metacritic heeft het spel een verzamelde score van 68%. Spelers waarderen het met een 8,1.